# Färnäs
Färnäs är en ort i Mora kommun. Orten räknades till 2015 som en separat tätort och ingår därefter som en del av tätorten Mora. Det centrala stråket genom Färnäs är Färnäs bygata, som tidigare varit en del av riksväg 70 (ursprungligen 12), vilken nu löper norr om byn.

## Historia
Byn antas ha grundats någon gång under 1200-talets andra hälft, men det finns spår av bosättningar redan under järnåldern. Byn finns nämnd i handlingar från år 1325 som "Fyrnaes". På 1500-talet var Färnäs en utpräglad jordbruksby med fina åkermarker. Då bestod byn av mindre byar. Dessa växte senare samman till två huvudbyar, Nordibyn och Sydibyn som under 1800-talet växte samman.
Mycket av den äldre bebyggelsen finns ännu bevarad, och byn finns inte mindre än 35 kända hus från medeltiden och 1500-talet bevarade. Det finns till exempel ett härbre daterat till efter 1298 i Färnäs, samt ett dubbelhärbre byggt av virke fällt 1352-53.
Sista vanliga matvarubutiken i Färnäs (Ica Nära, i folkmun känd som "Krångs") stängdes på grund av dålig lönsamhet strax efter sekelskiftet.

### Befolkningsutveckling
| Befolkningsutvecklingen i Färnäs 1960–2010 | Befolkningsutvecklingen i Färnäs 1960–2010 | Befolkningsutvecklingen i Färnäs 1960–2010 | Befolkningsutvecklingen i Färnäs 1960–2010 | Befolkningsutvecklingen i Färnäs 1960–2010 |
| ------------------------------------------ | ------------------------------------------ | ------------------------------------------ | ------------------------------------------ | ------------------------------------------ |
|                                            |                                            |                                            |                                            |                                            |
| År                                         |                                            |                                            | Folkmängd                                  | Areal (ha)                                 |
| 1960                                       | 1960                                       |                                            | 1 062                                      |                                            |
| 1965                                       | 1965                                       |                                            | 1 059                                      |                                            |
| 1970                                       | 1970                                       |                                            | 1 025                                      |                                            |
| 1975                                       | 1975                                       |                                            | 981                                        |                                            |
| 1980                                       | 1980                                       |                                            | 943                                        |                                            |
| 1990                                       | 1990                                       |                                            | 963                                        | 152                                        |
| 1995                                       | 1995                                       |                                            | 949                                        | 155                                        |
| 2000                                       | 2000                                       |                                            | 905                                        | 155                                        |
| 2005                                       | 2005                                       |                                            | 957                                        | 155                                        |
| 2010                                       | 2010                                       |                                            | 988                                        | 154                                        |
| Anm.: Ingår från 2015 i tätorten Mora      |                                            |                                            |                                            |                                            |

## Stadsdelen
I Färnäs finns låg- och mellanstadieskolan Färnäs skola. Den nuvarande skolbyggnaden byggdes 1973 och idag går det ungefär 100 elever på skolan, fördelat på förskoleklass upp t o m klass 6. 
En samlingsplats i Färnäs är Färnäs bygdegård, som drivs av Färnäs Bys Bygdegårdsförening.
Sommartid är Färnäs känt för att vara loppistätt.

## Näringsverksamhet
I Färnäs finns dalahästtillverkning vid Färnäs Hemslöjd & Snickerier.